# Équilibre général calculable
Les modèles d'équilibre général calculable (MEGC) sont une classe de modèles économiques qui utilisent des données économiques réelles pour estimer comment une économie pourrait réagir à des changements de politique, de technologie, de ressources, ou d'autres facteurs externes. 

## Concept
Les modèles d'équilibre général calculable sont des modèles économiques. Ils ont pour fonction d'estimer les effets d'une politique économique sur un système économique, ou les effets d'un choc économique. Parce qu'ils se fondent sur une prise en compte de paramètres liés au comportement des agents économiques, ces modèles macroéconomiques disposent de micro-fondations.
Les MEGC se distinguent par une représentation de l'économie qui se veut la plus complète possible : plusieurs catégories d'agents économiques existent dans le modèle, et le modèle prend en compte les contraintes budgétaires et les secteurs d'activité de l'économie. Les paramètres du modèle (les valeurs insérées dans le modèle) ne sont pas basés sur des séries temporelles mais sur la base d'informations a priori. Ainsi, leur développement repose sur la construction de bases de données complètes et cohérentes, souvent sous forme de matrices de comptabilité sociale. L'utilisation des MEGC est par conséquent souvent utilisé dans les pays en développement lorsque l'État ne dispose pas de statistiques ; dans ce cas, des hypothèses remplacent des données historiques.
Le succès des MEGC a trait à leur facilité d'utilisation : ils sont construits sur un nombre restreint de données statistiques, et permettent d'exogénéiser certains paramètres (ne pas les expliquer au sein du modèle).
Les MEGC contemporains peuvent prendre en compte l'imperfection de la concurrence, le déséquilibre de marchés, le chômage, ou encore les frictions.

## Histoire
Les MEGC descendent du modèle d'équilibre général concurrentiel utilisé par Léon Walras. Walras avait créé un modèle économique qui donne l'idée de la fixation d'un prix d'équilibre égalisant l'offre et la demande. Toutefois, dans les années 1980, les MEGC intègrent progressivement des hypothèses plus réalistes non conformes aux hypothèses néoclassiques.

## Utilisation
Les MEGC sont utilisés aujourd'hui par les États ainsi que des organisations internationales comme le Fonds monétaire international. Ces institutions peuvent développer leurs propres modèles MEGC. Des exemples connus sont GTAP et Mirage.
Aujourd'hui, la plupart des MEGC sont implémentés grâce aux systèmes Gempack (voir (en) en:Gempack) ou GAMS.